# Louis Lingg
Louis Lingg (ur. 9 września 1864 w Schwetzingen, zm. 10 listopada 1887 w Chicago) – niemiecki anarchista, aresztowany i oskarżony o udział w zamieszkach na placu Haymarket (Haymarket Riot) w Chicago. Wedle oficjalnej wersji popełnił samobójstwo w celi, by uniknąć powieszenia po wyroku śmierci.
Louis Lingg w młodości wędrował po Niemczech szukając zarobku. Uczył się stolarstwa, przebywał w Strasburgu i Fryburgu Bryzgowijskim. Unikając obowiązku wojskowego uciekł do Szwajcarii skąd został wydalony na wniosek badeńskich władz. Wyemigrował do USA w 1885. Z Nowego Jorku pojechał do Chicago. Pracował jako robotnik i przystąpił do ruchu socjalistycznego. Od 1886 roku redagował anarchistyczne czasopismo „Der Anarchist”. 4 maja 1886 prawdopodobnie nie był obecny na Haymarket Square, ale został osadzony w areszcie.